# Église Saint-Pierre de Neuilly-sur-Seine
L’église Saint-Pierre de Neuilly est une église paroissiale catholique située en France à Neuilly-sur-Seine (90 avenue du Roule) dans les Hauts-de-Seine. Elle est inscrite à l'Inventaire général du patrimoine culturel depuis 1993. Elle est dédiée à l'apôtre Pierre.

## Description

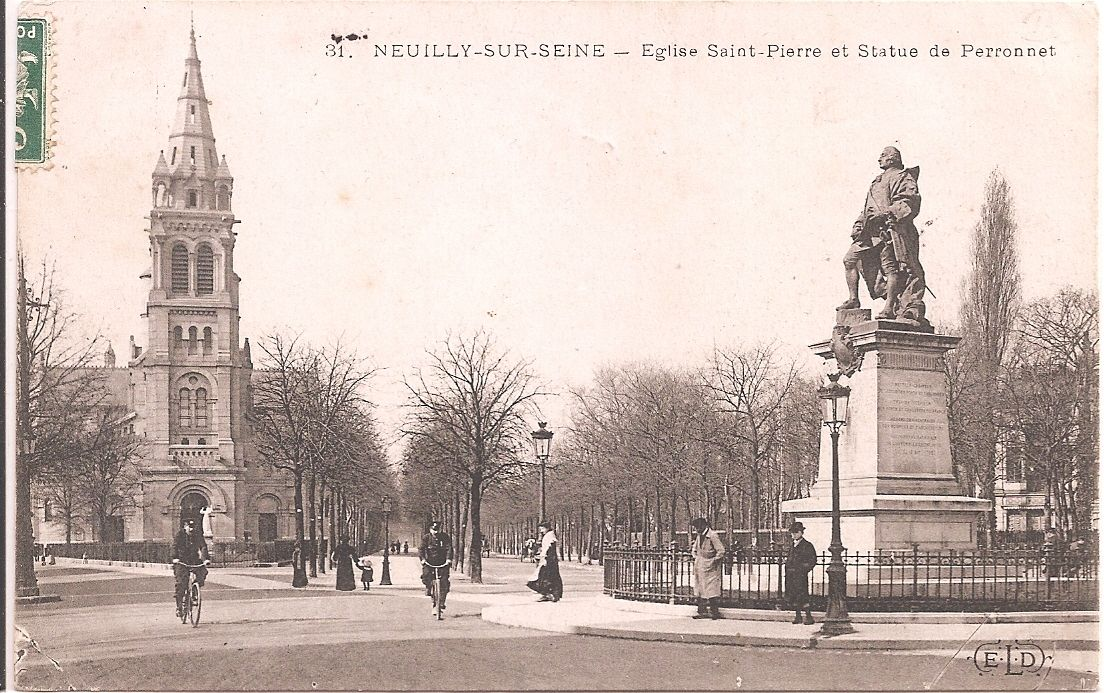
L'église Saint-Pierre et le monument à Perronet (fondu sous le régime de Vichy) dans les années 1910.

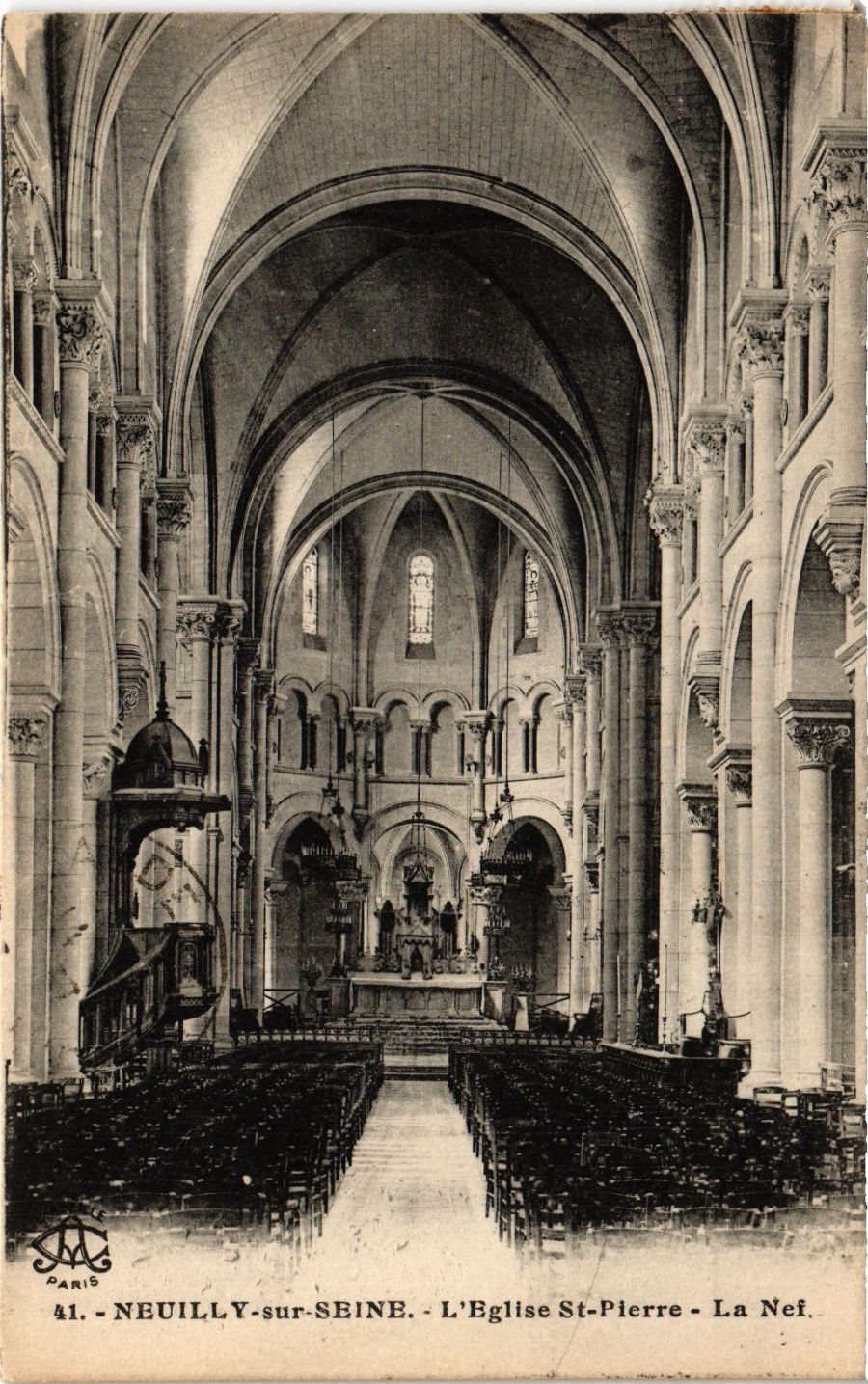
Nef sur une autre photo ancienne.

Elle comporte un grand-orgue Mutin-Cavaillé-Coll de 1898, installé en 1900 ; l'organiste titulaire est Philippe Sauvage, professeur de la classe d'orgue du Conservatoire de Puteaux.

## Historique
L'église a été construite entre 1883 et 1914.
L’abbé Normand, curé de Neuilly depuis 1875, décide, en accord avec le cardinal Guibert, de construire une nouvelle église pour répondre à la croissance démographique, sur un terrain acquis grâce à la famille Balsan ; l'édifice doit porter le prénom du défunt mari de la veuve Balsan, Pierre. L'architecte Alfred Dauvergne, élabore un projet de style « roman-auvergnat », adopté en 1883.
La bénédiction de la première pierre a lieu le 30 octobre 1887. Les travaux sont menés à terme sous la supervision de Louis Dauvergne, fils d’Alfred, mort entre-temps. Au début de 1890, la première tranche (abside, chœur et transepts) est terminée. En 1894, la deuxième tranche commence (nef et crypte). Le clocher est achevé en 1895 et, le 5 juillet 1896, le cardinal Richard procède à la bénédiction de l’église.
L’année suivante, Saint-Pierre devient église paroissiale, Saint-Jean-Baptiste devenant simple chapelle (elle redeviendra église paroissiale en 1910). L’abbé Tardif, curé de Neuilly depuis 1894, devient le premier curé de Saint-Pierre. En 1900, le grand orgue de Cavaillé-Coll et Charles Mutin est installé. C’est seulement en 1914 que les locaux annexes, avec les deux chapelles « haute » et « basse », donnant sur le boulevard d'Argenson (aujourd'hui boulevard Jean-Mermoz) sont terminés.
La consécration officielle de l’église par le cardinal Dubois a lieu après la guerre, le 6 juin 1922.
L’église demeure cependant inachevée car la décoration sculptée extérieure n’a jamais été finalisée, à l’exception de celle du porche et des portails latéraux après 1945,, par des élèves de Georges Saupique.
L'aumônerie des lycéens est construite au-dessus de la chapelle « haute » en 1967.

## Paroisse
L'église est le siège de la paroisse du même nom, rattachée depuis 2010 au doyenné des Deux-Rives du diocèse de Nanterre. Son curé administre également l'église Saint-Jacques située boulevard Bineau.

## Curés
- Adrien Tardif, de 1897 à 1898
- Michel-Alexis Bourgeat, de 1898 à 1911
- Eugène Runner, de 1911 à 1929, ordonné prêtre le 28 décembre 1874[7].
- Bernard Klein, de 1930 à 1945
- Pierre Bailby, de 1945 à 1962
- René Chaptal, de 1962 à 1973
- Robert Chapot, de 1973 à 1976
- Jean-Pierre Charpagne, de 1976 à 1988
- Pierre Benoît (d), de 1988 à 1997
- Laurent Dognin, de 1997 à 2006
- Nicolas Brouwet de 2006 à 2008
- Hervé Rabel (d), de 2008 à 2017
- Yves Morel (d), de 2017 à 2024[8].
- Olivier Lebouteux (d), depuis le 1er septembre 2024

## Galerie
Décor et mobilier

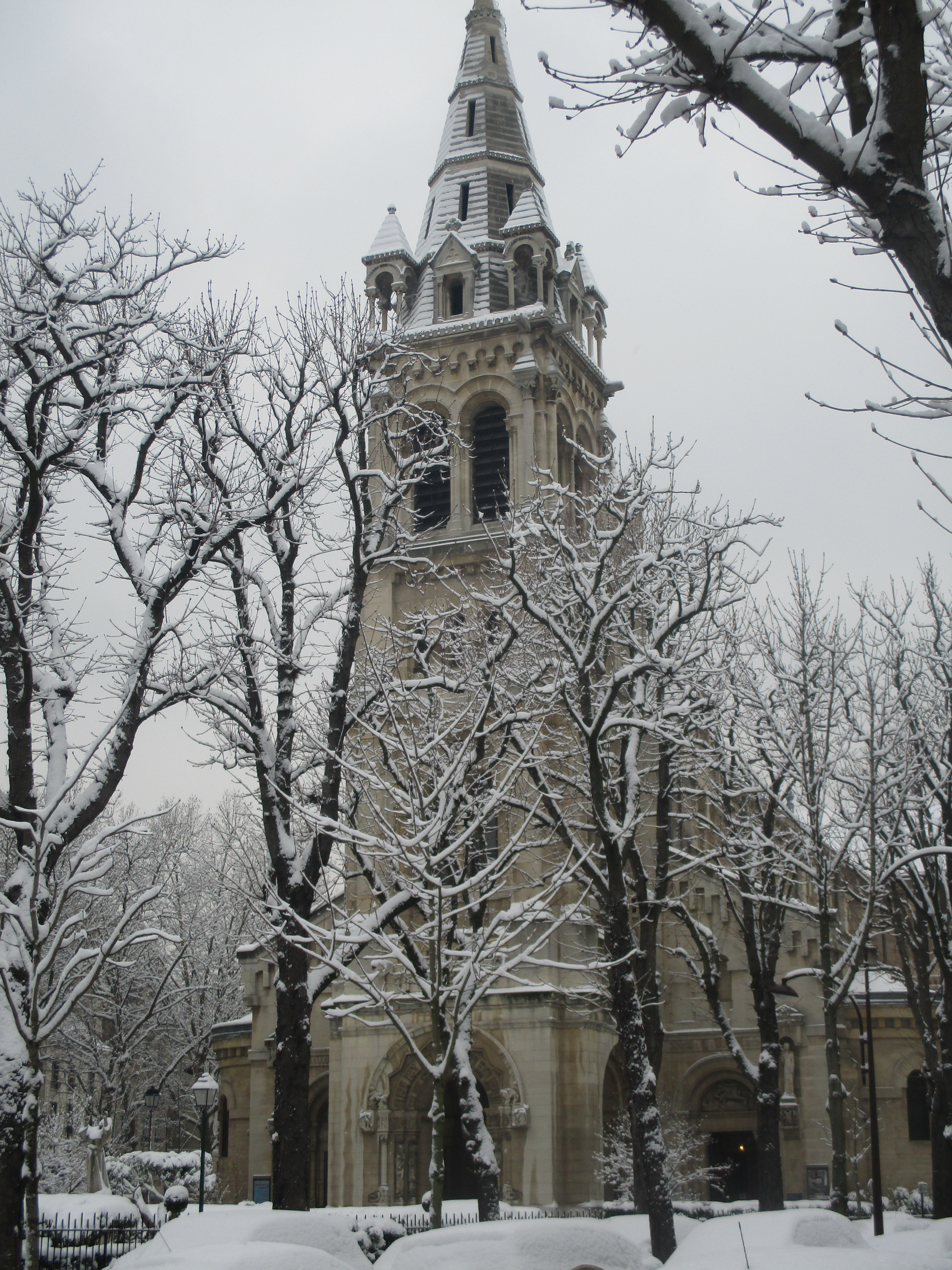
Sous la neige.
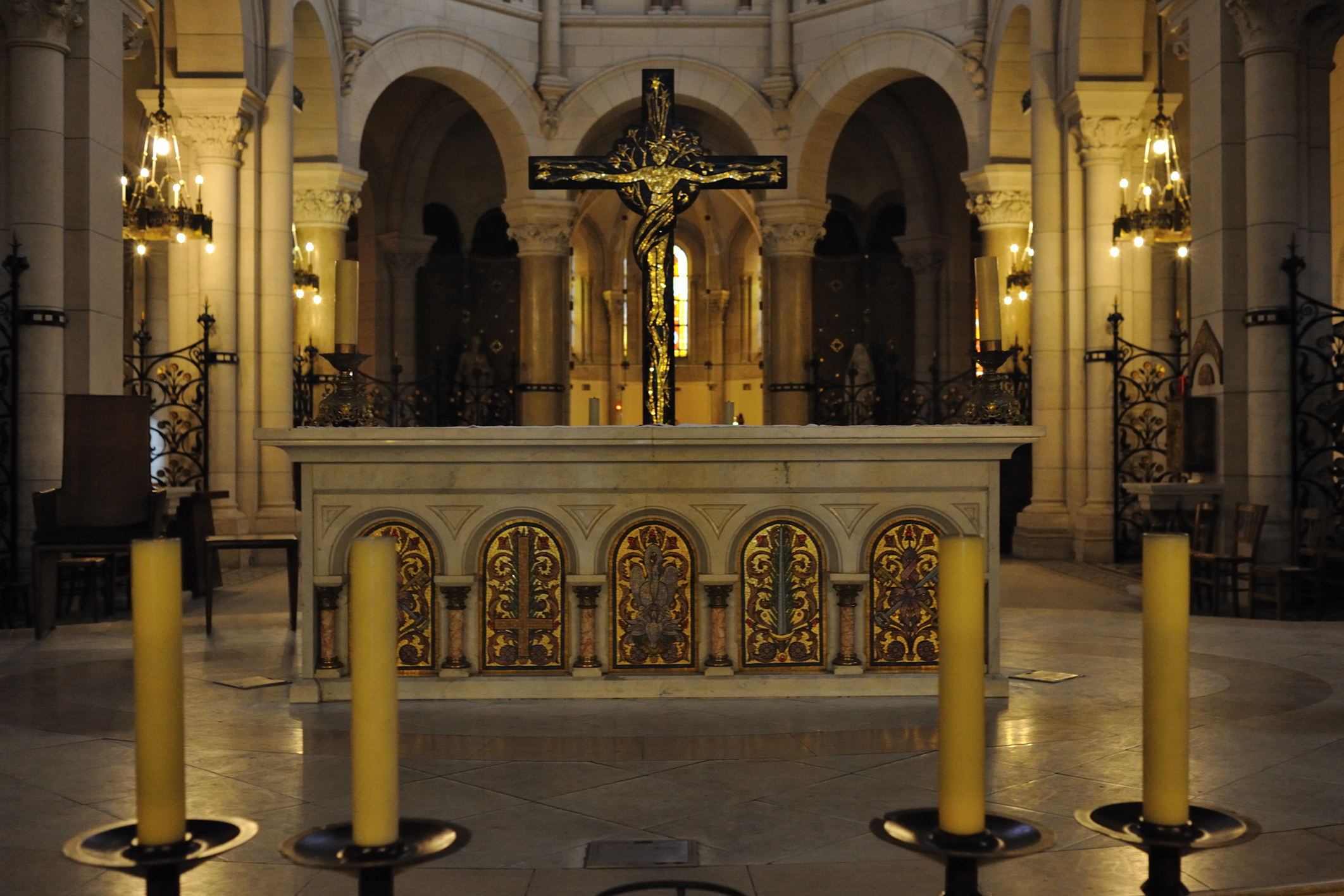
Autel.
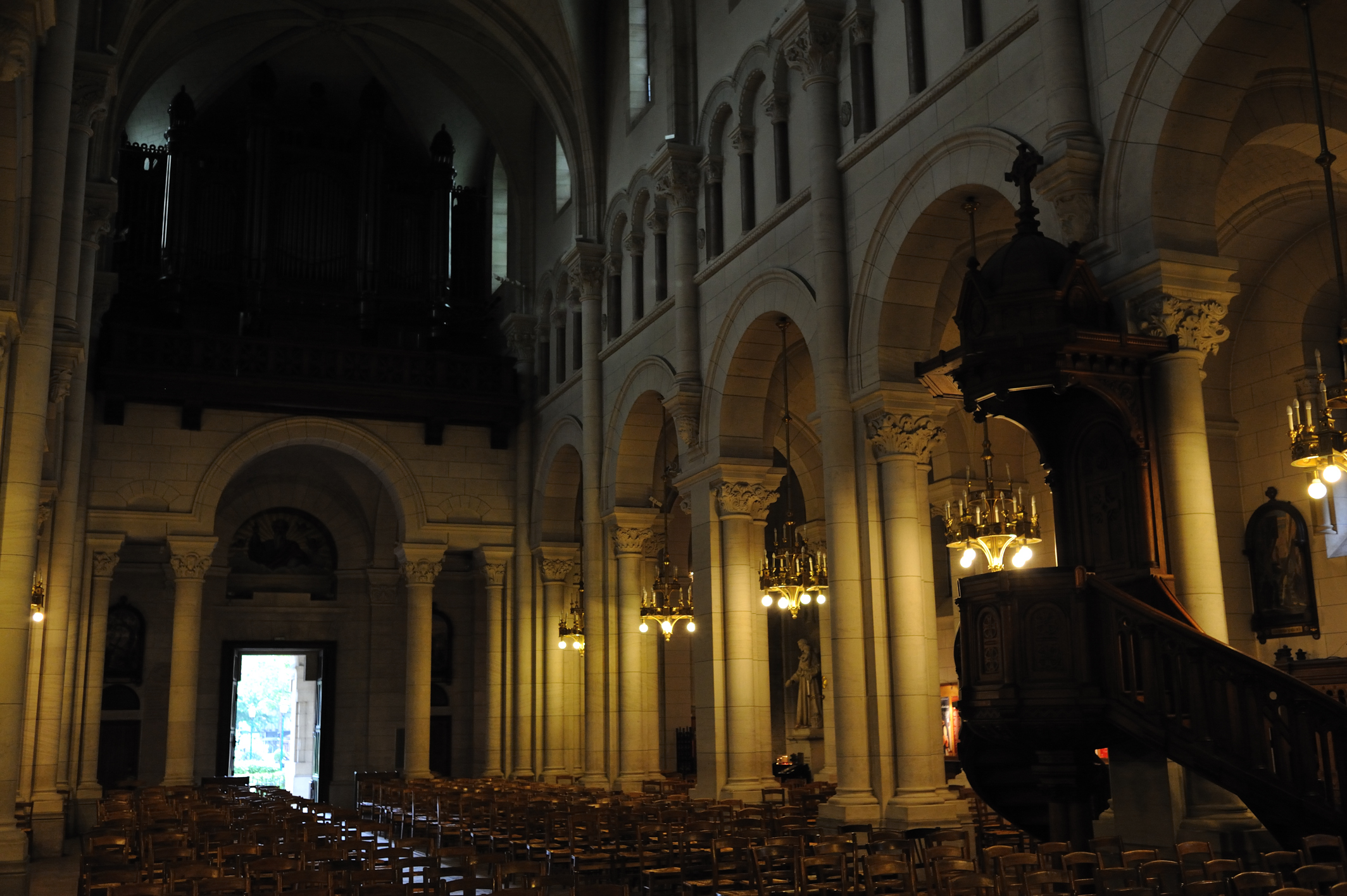
Chaire.
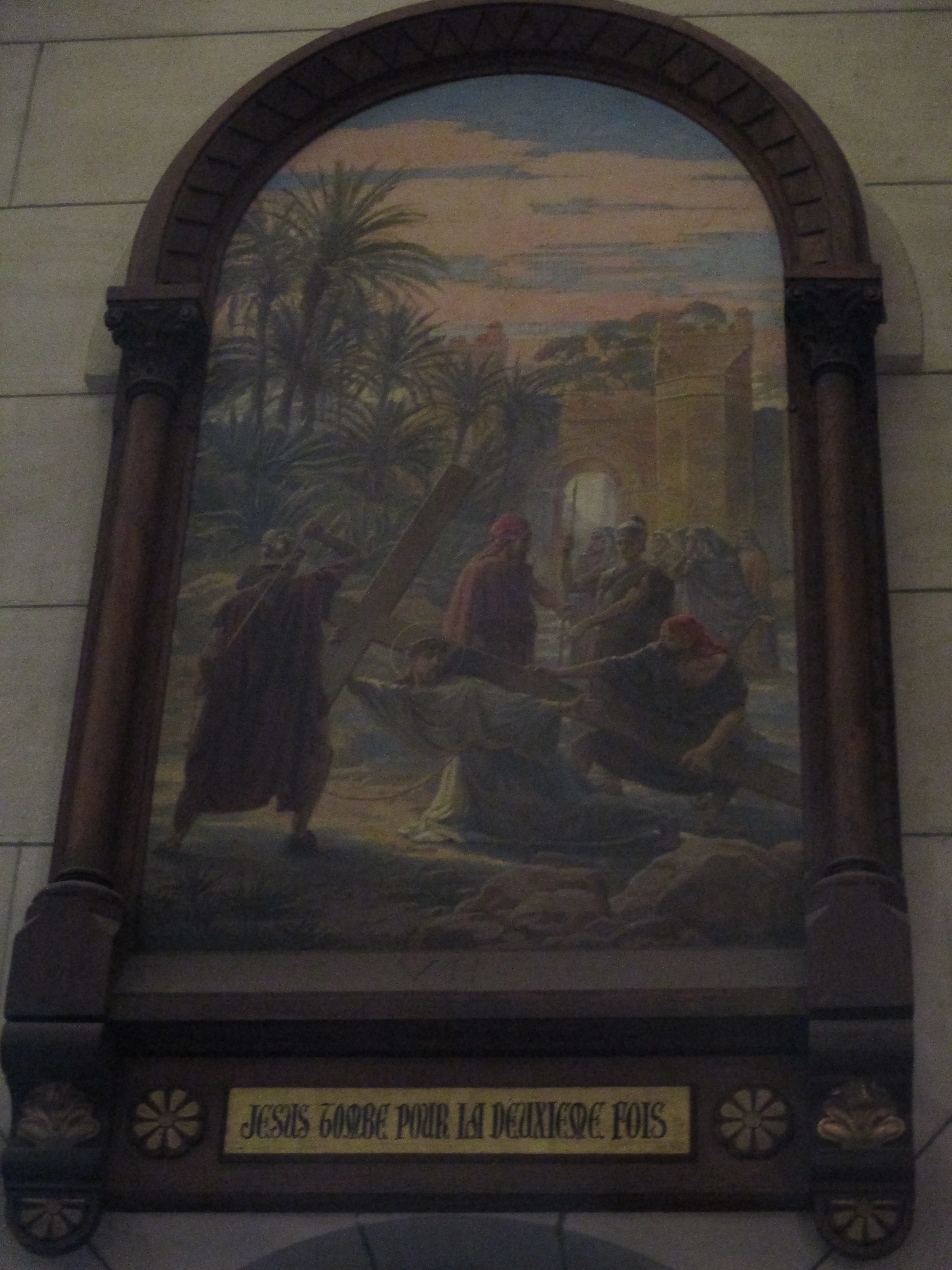
Station du chemin de croix.
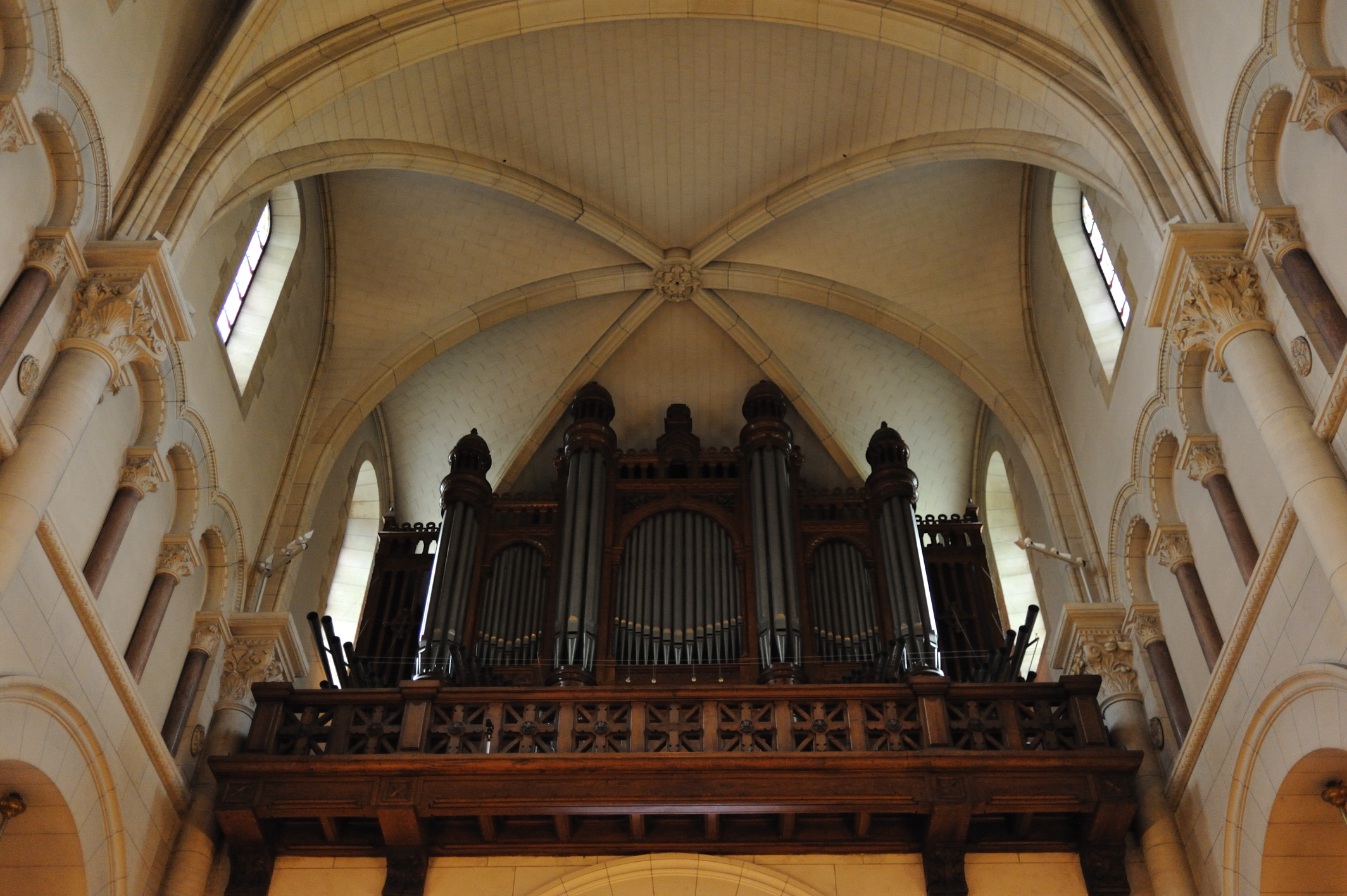
Orgue.
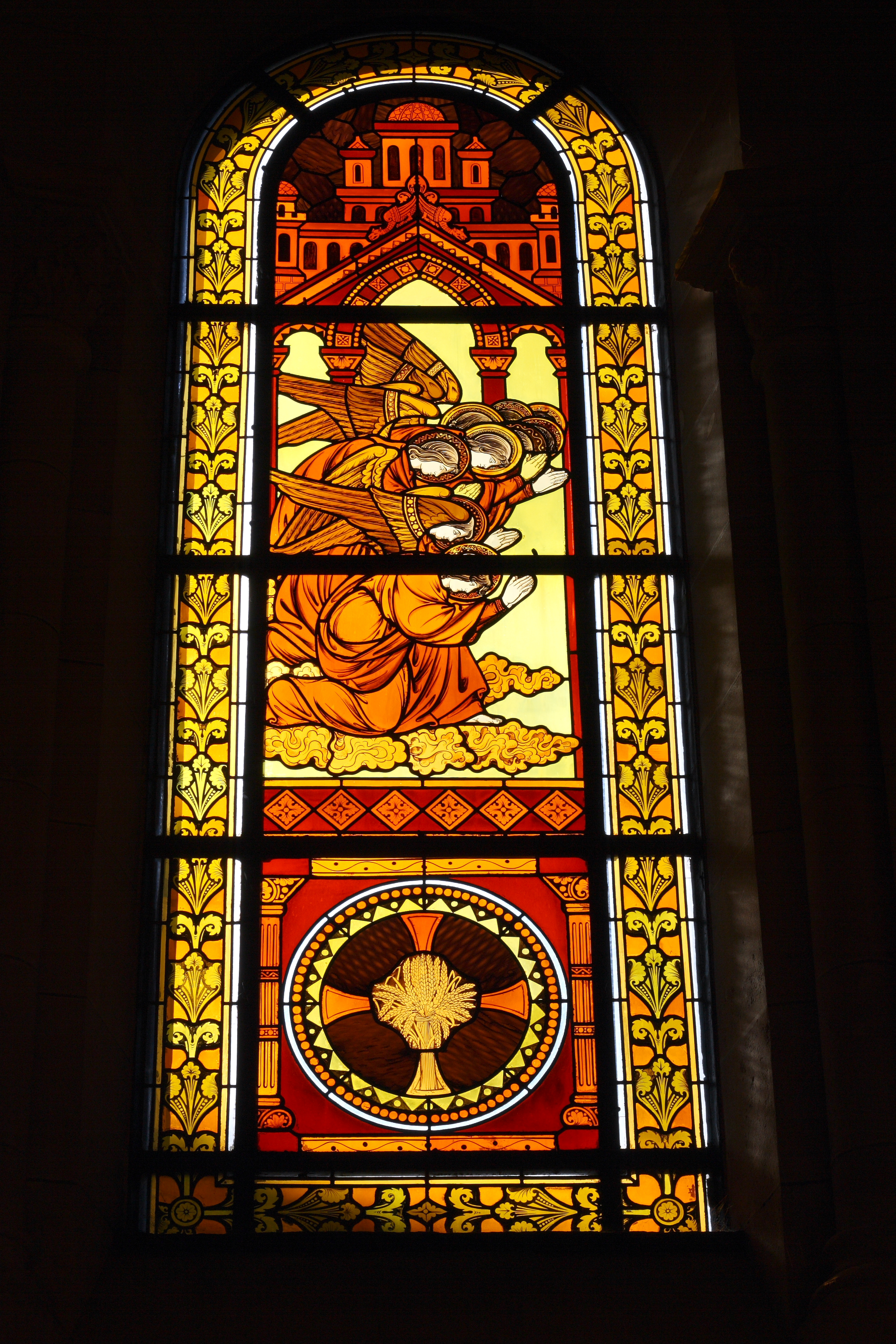
Vitrail.
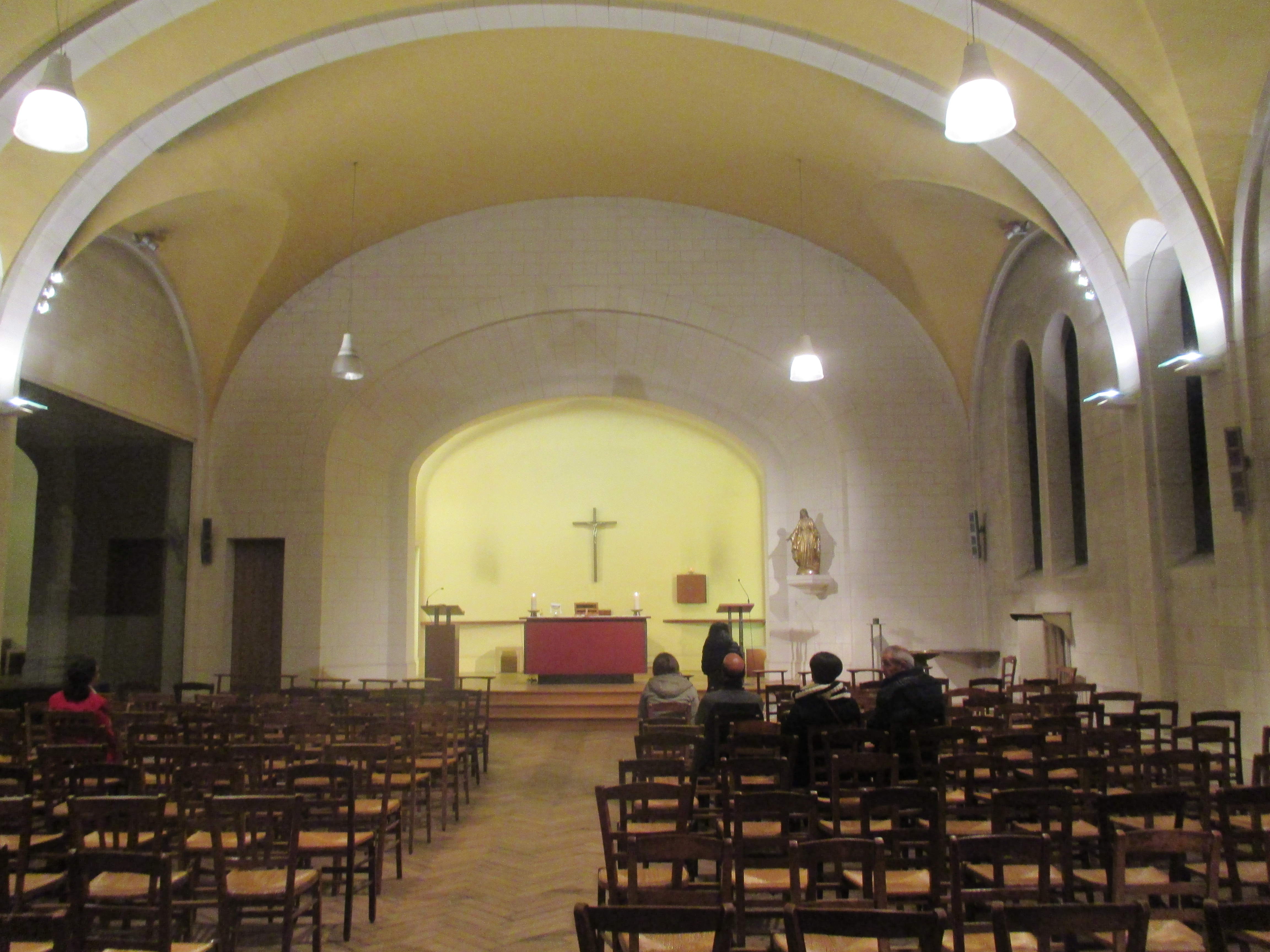
Chapelle haute Louis et Zélie Martin.

Statuaire

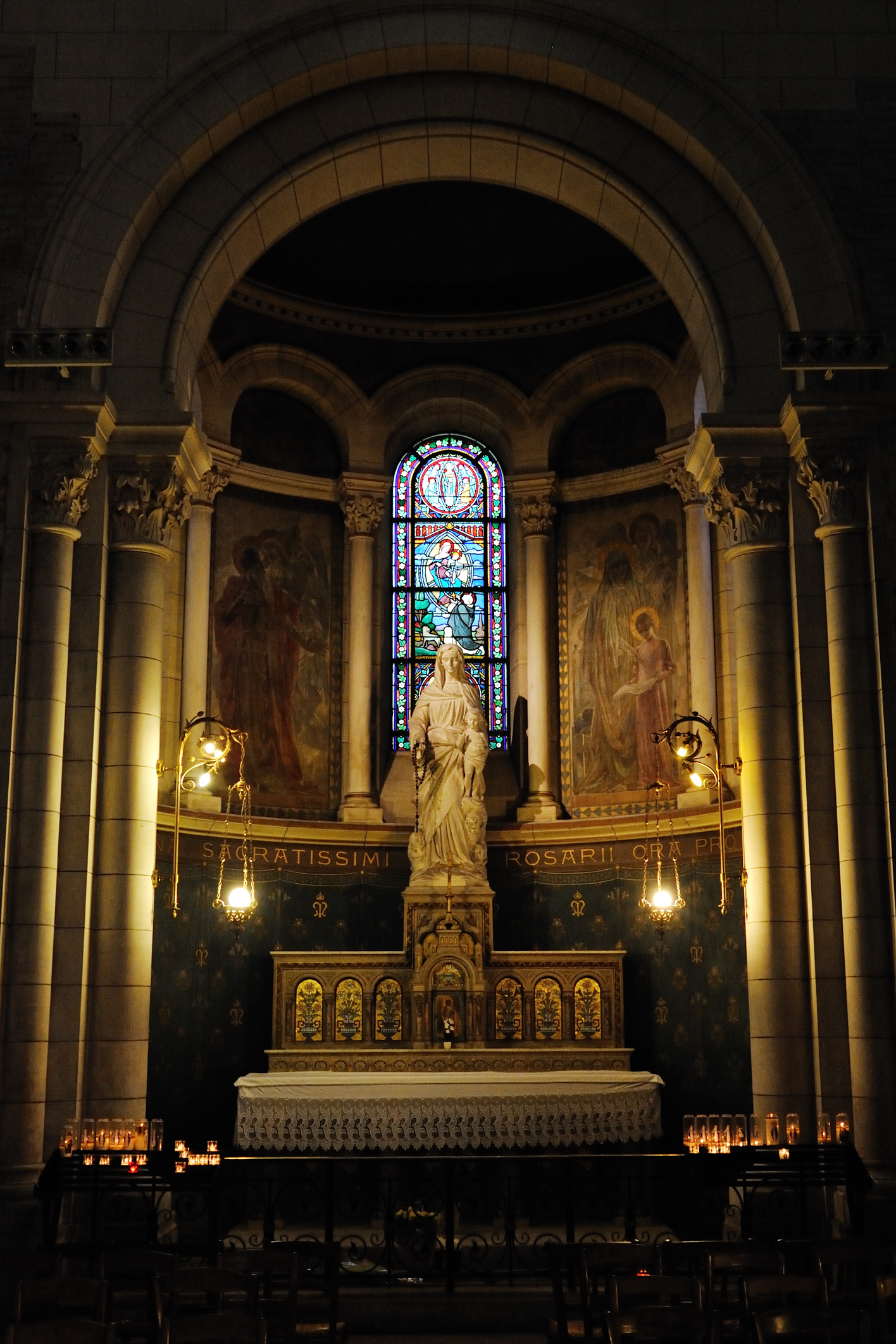
Statue de Vierge à l'enfant.
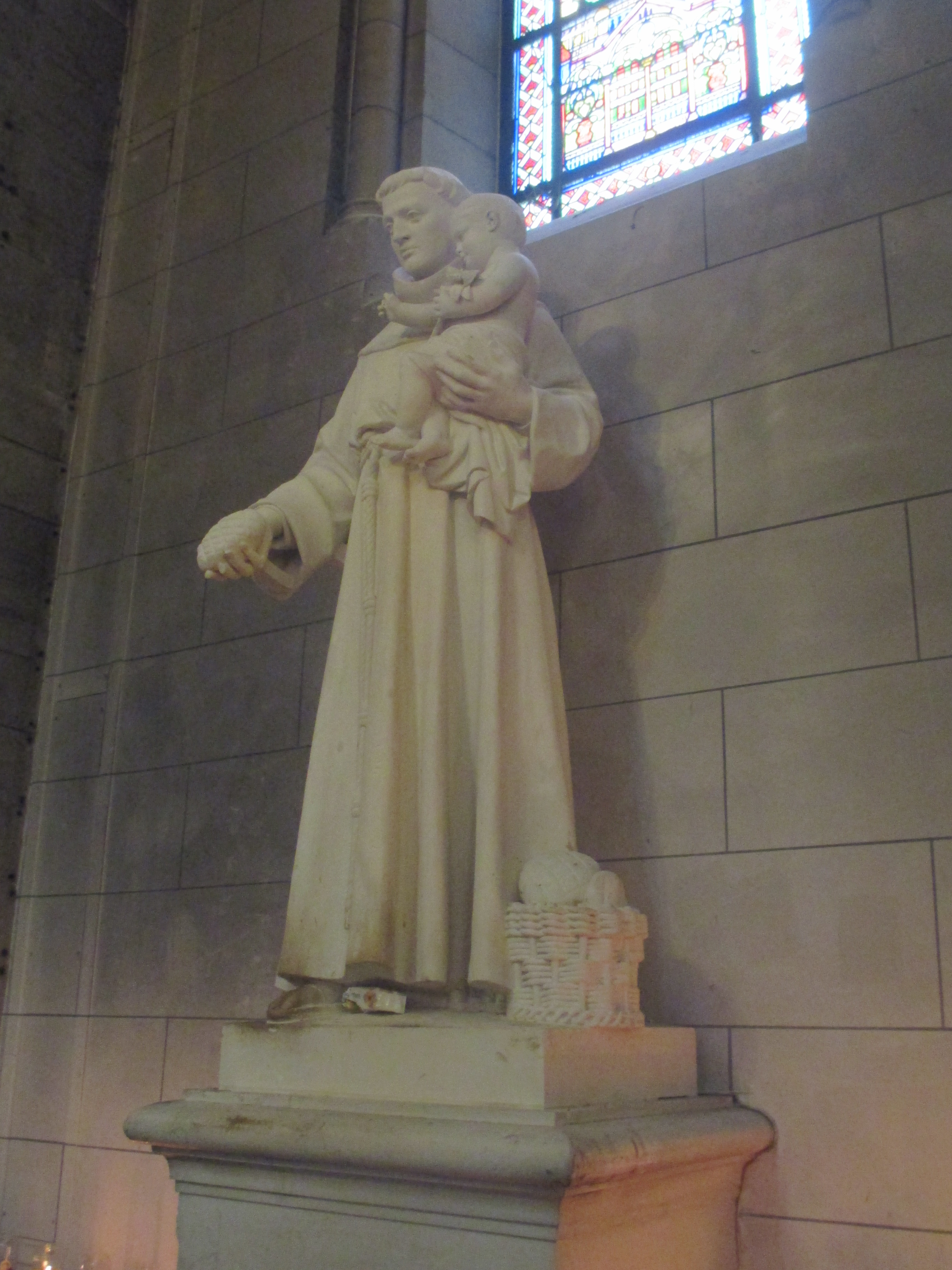
Statue de Saint Antoine de Padoue.
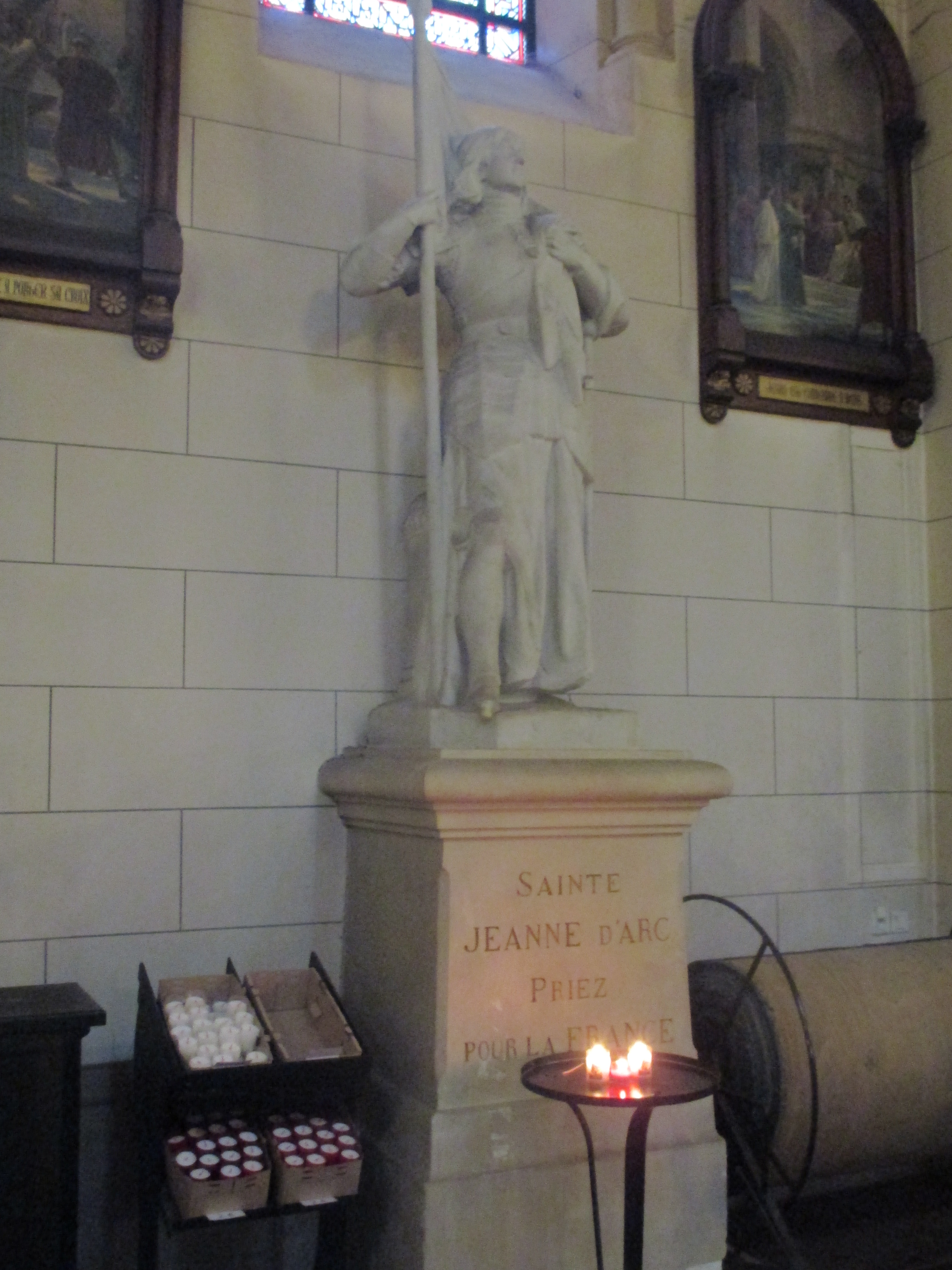
Statue de Jeanne d'Arc.
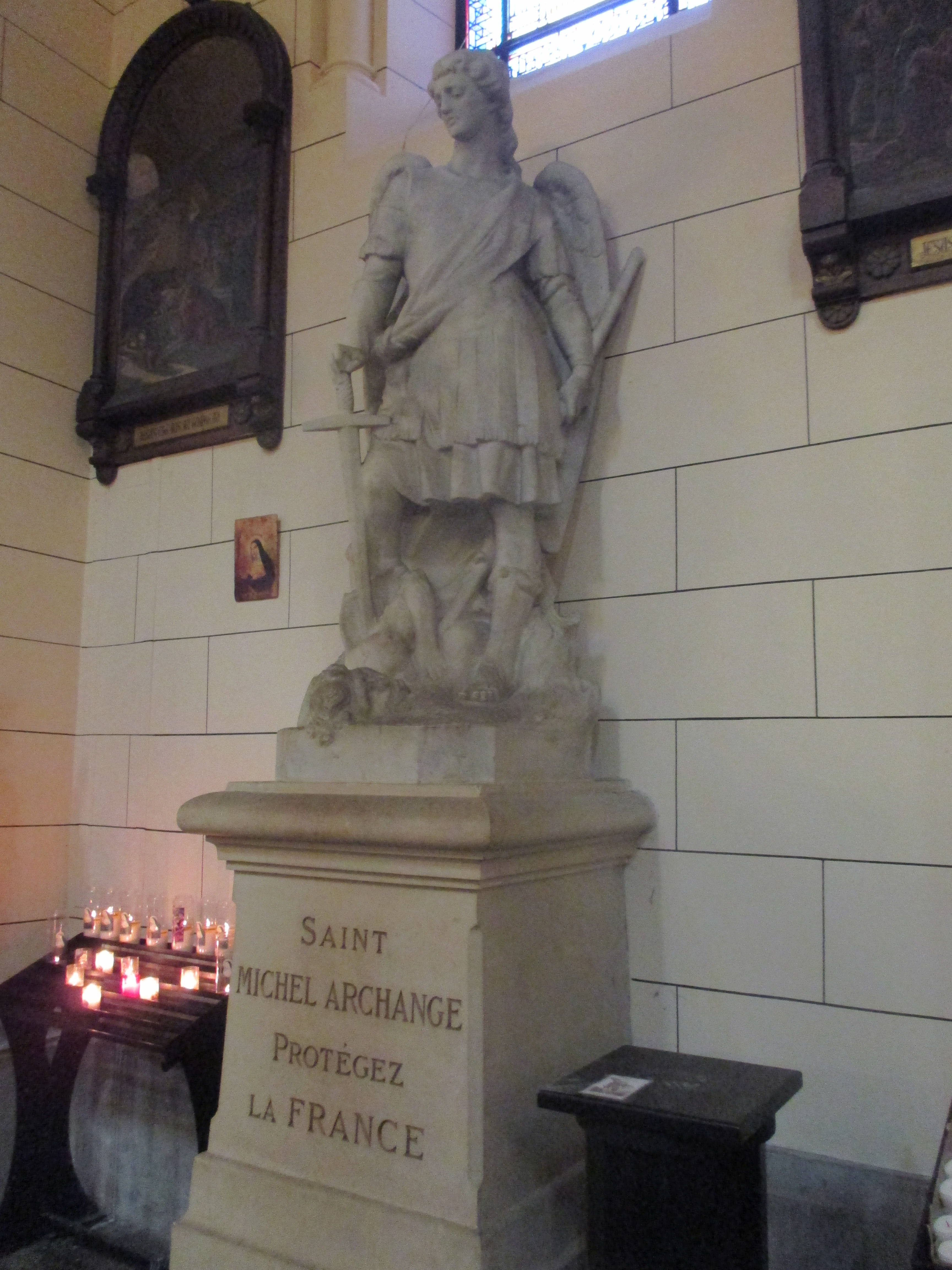
Statue de Saint Michel.
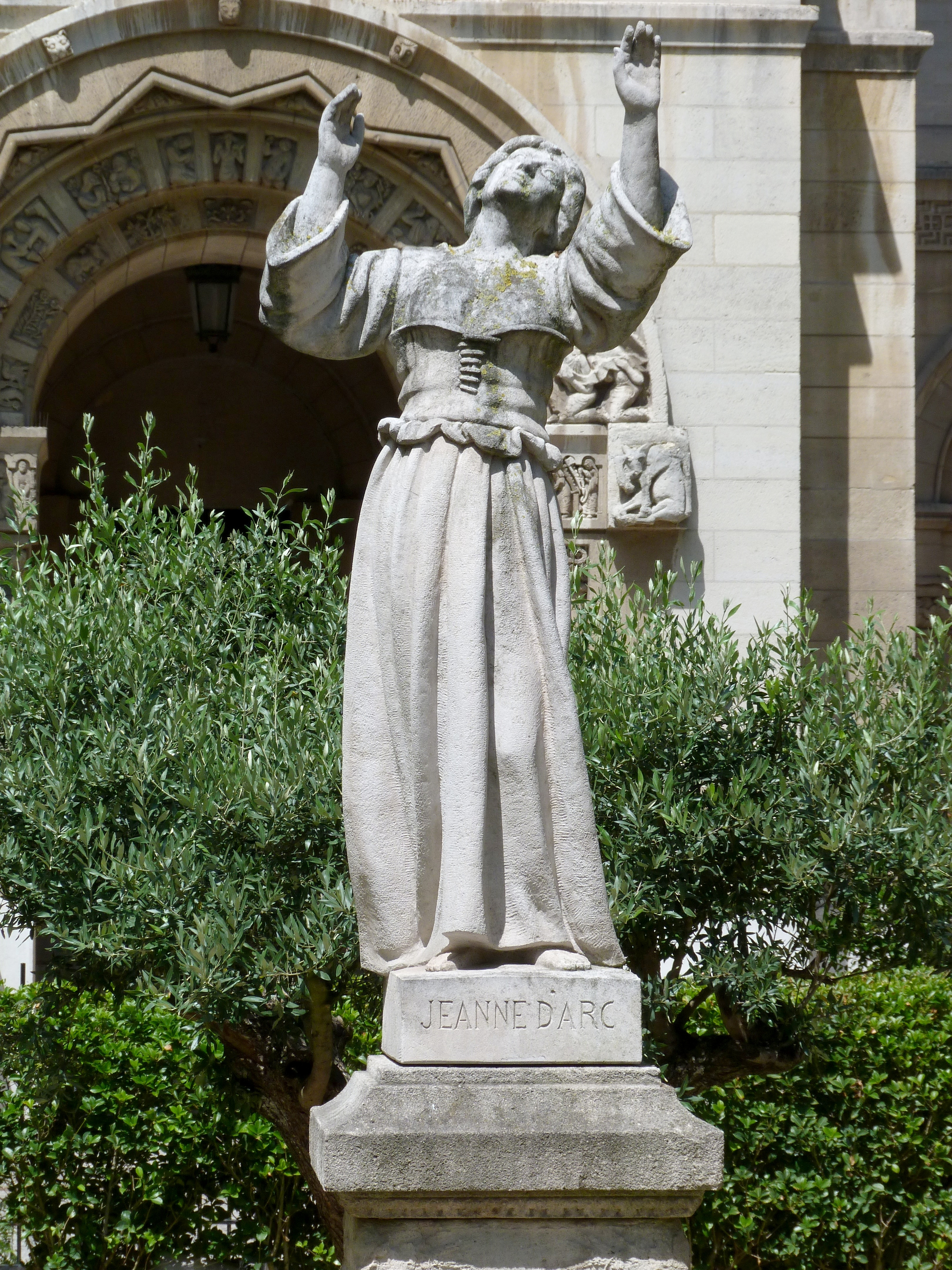
Statue de Jeanne d'Arc dans le square (devant l'église).
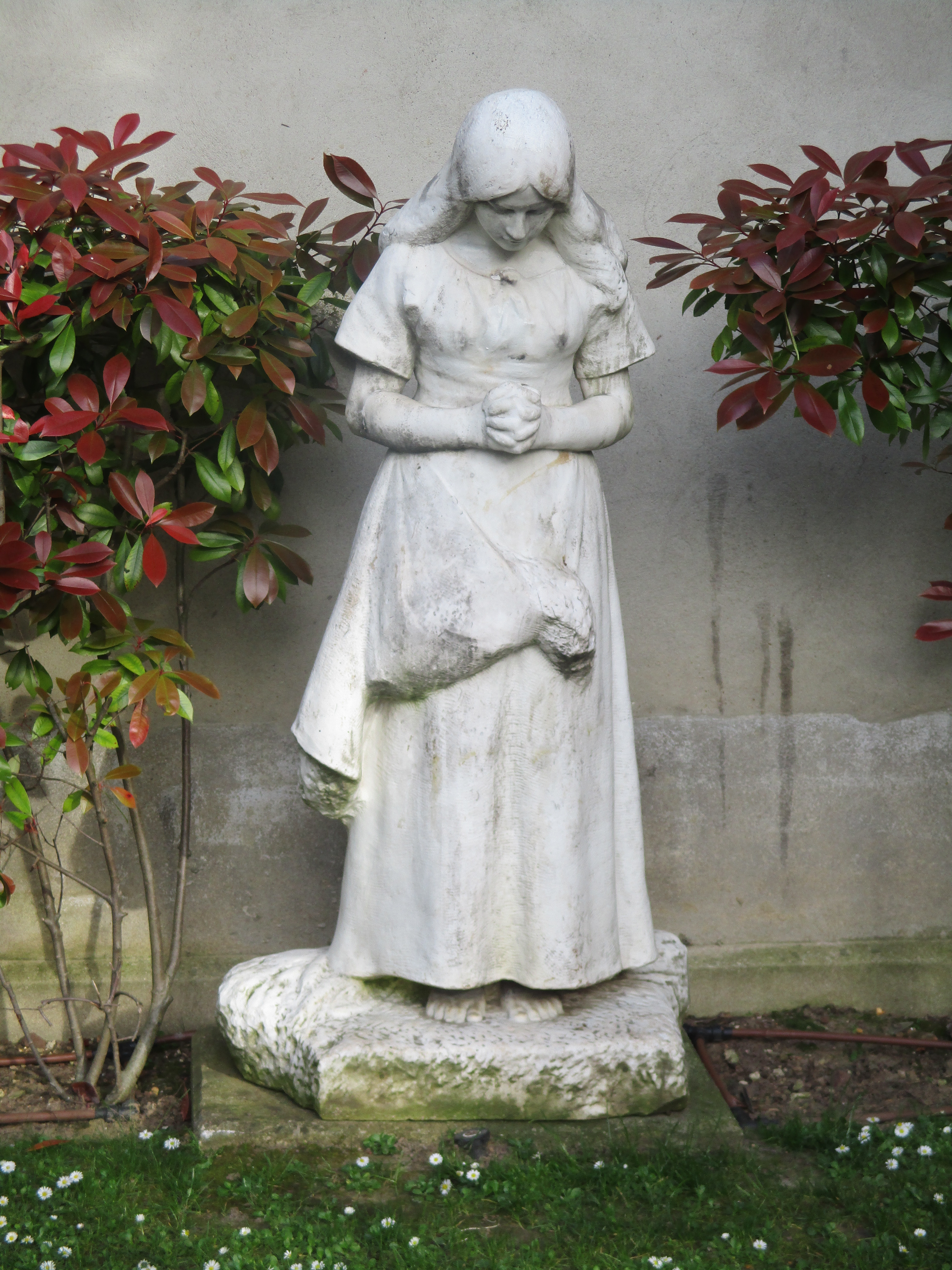
Statue dans le jardin de l'aumônerie (derrière l'église).

Œuvre d'Antide Péchiné, la statue extérieure de Jeanne d'Arc est acquise en 1903, puis installée l'année suivante, pendant environ dix mois, en bas de l'escalier d'honneur de l'hôtel de ville, le temps qu'un piédestal soit construit par Georges Guiard (fils d'Édouard Guiard). Elle est inaugurée dans le square situé devant l'église le dimanche 7 mai 1905.